# Пасека (Томская область)
Па́сека — деревня в Колпашевском районе Томской области, Россия. Входит в состав Инкинского сельского поселения.

## География
Село находится в северной части Колпашевского района, на берегу протоки Инкинский Исток. Буквально сразу с востока к деревне примыкает село Инкино (центр поселения), а западнее пролегает трасса Каргала — Парабель — Каргасок, являющаяся ответвлением от трассы 398 Томск — Колпашево. Ещё несколькими километрами восточнее Инкина протекает Обь.

## История
Основана в 1863 г. В 1926 году состояла из 37 хозяйств, основное население — русские. В составе Ининского сельсовета Колпашевского района Томского округа Сибирского края.

## Население
| 1926 | 2002 | 2010 | 2012 | 2013 | 2014 | 2015 |
| ---- | ---- | ---- | ---- | ---- | ---- | ---- |
| 191  | ↗196 | ↗213 | ↘210 | →210 | ↗211 | ↗213 |
| 2021 |      |      |      |      |      |      |
| ↘136 |      |      |      |      |      |      |

## Социальная сфера и экономика
Ближайшие общеобразовательная школа, фельдшерско-акушерский пункт, культурно-досуговый центр и библиотека находятся в селе Инкино.
Основу местной экономической жизни составляют сельское и лесное хозяйство и розничная торговля.